# Pommern-Kaserne Wolfhagen
Koordinaten: 51° 20′ 4,2″ N, 9° 7′ 30″ O
Die Pommern-Kaserne war eine Kaserne des Heeres der Bundeswehr im Westen der Gemarkung der Stadt Wolfhagen im nordhessischen Landkreis Kassel, in der von 1960 bis 2008 Teile der Panzergrenadierbrigade 5 und später der Panzerbrigade 6 stationiert waren. Sie befand sich nordwestlich von Wolfhagen im heutigen Stadtteil Gasterfeld unmittelbar südlich der Bundesstraße 450 von Wolfhagen nach Landau und umfasste etwa 42 ha Kasernenfläche und 257 ha Standortübungsplatz.
Nach der zivilen Konversion der Flächen ab 2008 wurden dort ein Schulzentrum für berufliche Bildung und mehrere mittelständische Wirtschaftsunternehmen angesiedelt, und eine Anzahl der ehemaligen Mannschaftsunterkünfte werden heute als Gemeinschaftsunterkunft für Asylbewerber genutzt.

## Vorgeschichte

### Wehrmacht
Im Rahmen der Aufrüstung der Wehrmacht durch das NS-Regime ließ die Luftwaffe von 1936 bis 1938 im Gasterfelder Holz westlich von Wolfhagen die Lufthauptmunitionsanstalt Wolfhagen 1/XII (kurz Muna) bauen, mit einem Gleisanschluss an die Bahnstrecke Volkmarsen–Vellmar-Obervellmar. Die Gesamtfläche der Anlage betrug etwa 277 ha. Die Muna diente, wie alle Luftwaffen-Hauptmunitionsanstalten, vorwiegend zur Herstellung von Munition für Flugabwehrkanonen. Die Anlage enthielt Werkstätten, Lagerhäuser, Geräteschuppen, eine Hülsenreinigungsanlage, Feuerwehr, Kommandantur, Offizierswohnungen und Soldatenunterkünfte. Ein großer Teil dieser Fläche wurde von rund 110 oberirdischen Bunkern zur Lagerung von Sprengstoff und Munition eingenommen. Am Südwestrand der sogenannten Schanze nördlich der Straße wurden vier Häuser für Offiziere der Muna errichtet. Das Personal bestand überwiegend aus zivilen Dienstverpflichteten und im Verlauf des Zweiten Weltkrieges zunehmend auch aus Zwangsarbeitern. Unmittelbar vor dem Herannahen amerikanischer Truppen wurden ein Großteil der Bunker und anderen Gebäude der Muna am 31. März 1945 von der zurückweichenden deutschen Wehrmacht gesprengt.

### Nachkriegsjahre
In den unmittelbaren Nachkriegsjahren wurde ein Teil des Muna-Geländes entmunitioniert. Die noch erhaltenen Gebäude wurden für gewerbliche und Wohnzwecke genutzt. Von 1948 bis Oktober 1964 wurde das ehemalige Verwaltungsgebäude der Muna von der „Stiftung Altersheim Wolfhagen“ als Heim für ältere Menschen genutzt; dann entstand ein neues Altenheim in der Wolfhager Karlstraße. Ebenfalls 1948 wurden weitere Gebäude als Tuberkulose-Heilanstalt „Schauinsland“ gebaut. Die später zum „Waldkrankenhaus“ umfunktionierte Anlage wurde im November 1961 geschlossen, nachdem die Stadt Wolfhagen 1958 beschlossen hatte, ein neues Krankenhaus auf dem Kleinen Ofenberg zu bauen, das dann im Mai 1962 offiziell eröffnet wurde.

## Bundeswehr

### Bau und Eröffnung
Eine sich so allmählich andeutende Entwicklung des Geländes zu einem zivilen Mischgebiet wurde mit der Aufstellung der Bundeswehr im Jahr 1956 beendet. Wolfhagen war nur etwa 100 Kilometer von der Grenze zur damaligen DDR, dem sogenannten „Eisernen Vorhang“, entfernt und daher ein strategisch attraktiver Standort für die Stationierung von NATO-Truppen. Somit entstand in den Jahren 1958 und 1959 auf dem alten Muna-Gelände eine neue Kaserne für gepanzerte Einheiten – mit Mannschaftsunterkünften, Kantine, Offiziersheim, Wache, Fahrzeughallen, Reparaturwerkstätten, Sportanlagen, Panzerwaschanlage, Kfz-Verladerampe am Gleisanschluss, Standortübungsplatz, Munitionslager, Handwaffenschießstand usw. Der Staat sorgte durch Neubauten auch dafür, dass verheiratete Berufssoldaten in Wolfhagen Wohnungen fanden; bereits 1960 wurde dort das Richtfest für 18 von der Hessischen Heimstätte gebaute neue Häuser für Berufssoldaten gefeiert.
Am 14./15. März 1960 wurde die Kaserne erstmals von Einheiten der Bundeswehr bezogen. Stationiert waren dort nunmehr das aus Wetzlar kommende, im April 1959 dort gebildete Panzerbataillon 54 und die aus Marburg verlegte Panzerjägerkompanie 50. Am 5. April 1960 wurde die Kaserne dann durch Generalmajor Paul Herrmann, dem Befehlshaber im Wehrbereich IV, feierlich an diese Truppen übergeben. Den Abschluss bildete am Abend auf dem Gelände an der Limecke im Osten der Stadt Wolfhagen der Große Zapfenstreich mit dem Heeresmusikkorps 2, dem Musikkorps der 2. Panzergrenadierdivision. 1964 erhielt die Kaserne den Namen „Pommern-Kaserne“.

### Stationierte Truppenteile
Das Panzerbataillon 54 war mit amerikanischen Panzern des Typs M48 ausgestattet. Die „Wölfe“, wie sich die Truppe in der Folge nannte, erhielten ab Mai 1968 die neuen Panzer Leopard 1. Die Panzerjägerkompanie 50 ersetzte ihre M48 durch den Kanonenjagdpanzer und ihre HS 30 mit drahtgelenkten Panzerabwehrlenkraketen SS.11 durch Raketenjagdpanzer 2, ebenfalls mit der Lenkrakete SS.11.
Von ihrer Aufstellung 1963 bis zu ihrer Verlegung 1966 nach Montabaur war die Wach- und Begleitkompanie (6./350) des Raketenartilleriebataillons 350 in den 1962 frei gewordenen ehemaligen Krankenhausgebäuden auf dem einstigen Muna-Gelände unmittelbar nördlich der neuen Pommern-Kaserne stationiert.
1975 wechselten Teile der Panzerjägerkompanie 50 als Panzerjägerkompanie 340 zur Panzerbrigade 34, die 1981 Panzerbrigade 6 umbenannt wurde. Der übrige Teil wurde nach Homberg (Efze) in die dortige Ostpreußen-Kaserne verlegt und bildete den Grundstock der im April 1976 neu gebildeten Panzerjägerkompanie 50, die mit zwölf Raketenjagdpanzern 2 des Typs Jaguar und HOT-Lenkflugkörpern ausgerüstet war.
Im August 1976 zog das im April 1975 in Stadtallendorf aufgestellte Panzergrenadierbataillon 341 – im Oktober 1981 im Zuge der Umstrukturierung in die Heeresstruktur IV umbenannt in Panzergrenadierbataillon 62 – in die alten Krankenhausgebäude ein. Stab, Transportgruppe und Sanitäter besetzten die Häuser; im Haupthaus befanden sich die Stuben der Soldaten. Das ehemalige Muna-Verwaltungsgebäude wurde zum Offiziersheim. Das Panzergrenadierbataillon 62 wurde 1992 aufgelöst.
Das Panzerbataillon 54 wurde im Oktober 1981 bei der Einführung der Heeresstruktur IV in Panzerbataillon 64 umbenannt und der Panzerbrigade 6 unterstellt. Von Mai bis November 2003 war nahezu das gesamte Bataillon ins Kosovo verlegt und von November 2005 bis März 2006 waren Teile des Bataillons in Kunduz (Afghanistan) im Einsatz. Das Bataillon wurde im Juni 2008 aufgelöst.
Ebenfalls im Oktober 1981 zogen die 2. und 4. Kompanie des gemischten Panzerbataillons 61 in die Pommern-Kaserne und blieben dort bis zur Auflösung des Bataillons am 30. September 1992.
Auch das „Kraftfahrausbildungszentrum Wolfhagen“, eine wirtschaftlich dem Panzerbataillon 64 unterstellte Fahrschule der Bundeswehr, befand sich von Oktober 1981 bis zu seiner Auflösung 2008 in der Pommern-Kaserne. Weitere gekaderte bzw. kleinere Truppenteile waren zeitweise dort stationiert, so das (gekaderte) Feldersatzbataillon 24, von 1981 bis 1992 das Jägerbataillon 26 (nur als Geräteeinheit), ab 1984 das Material der 3. Kompanie des Nachschubbataillons 2, das Sanitätszentrum 419, die Reservelazarettgruppe 7403 und die Zahnarztgruppe 405/2.

### Schließung
Die Entscheidung, die Pommern-Kaserne anlässlich der Verkleinerung der Bundeswehr zu schließen, fiel im November 2004. Von 2006 bis 2008 verließen nach und nach alle dort stationierten Truppenteile die Kaserne. Am 21. Mai 2007 verließ der letzte Panzer Wolfhagen, und am 11. Juni 2008 traten die Soldaten des Panzerbataillons 64 zu ihrem letzten Appell mit Einrollen der Truppenfahne an. Geschlossen wurde die noch von 1995 bis 2004 für rund 15 Millionen Euro sanierte Kaserne am 30. Juni 2008. Anfang 2009 wurde der Standort aus dem Verteidigungsressort ausgegliedert. Die Kaserne war bis zu ihrer Schließung ein wichtiger Wirtschaftsfaktor für die Stadt Wolfhagen.

## Heutige Nutzung
Schon sehr bald begannen die Planungen für eine zivile Nutzung der Gebäude. Heute gibt es auf dem einstigen Kasernengelände zwei Maschinenbauunternehmen, einen Glashersteller, eine LKW-Fahrschule und seit August 2010 das modern gestaltete Berufsschulzentrum des Landkreises Kassel, die Herwig-Blankertz-Schule. Außerdem befindet sich dort in acht ehemaligen Mannschaftsgebäuden die mit 673 Plätzen und derzeit rund 400 Bewohnerinnen und Bewohnern größte Gemeinschaftsunterkunft im Landkreis Kassel für aus dem Irak, Syrien und der Türkei geflüchtete Asylbewerber.